# Edna & Harvey: Harvey’s New Eyes
Edna & Harvey: Harvey’s New Eyes — компьютерная игра в жанре квест, разработанная компанией Daedalic Entertainment. Игра вышла 26 августа 2011 года и является продолжением Edna & Harvey: The Breakout.

## Игровой процесс
Действие игры происходит в двухмерном мультипликационном мире. Игрок управляет девочкой Лили — ученицей монастырской школы. В отличие от большинства других приключенческих игр, здесь нет интерактивных диалоговых окон. После того, как игрок нажмет на символ, появится полоса с некоторыми символами, обозначающими предмет. В игре нет списка действий, таких как: ходить, смотреть, говорить, подобрать, использовать, который был свойственен Edna & Harvey: The Breakout. В Harvey’s New Eyes остались только два действия, распределённые между кнопками мыши: взаимодействовать и посмотреть. Кроме того, игрок должен комбинировать объекты в своем инвентаре, чтобы создавать новые предметы или изменять уже имеющиеся. Ещё объекты можно отдавать другим персонажам или объединять с предметами, не находящимися в инвентаре. Также появилась возможность подсветить все активные для взаимодействия объекты, что намного упрощает геймплей и позволяет не заниматься пиксель хантингом.
В ходе игры кроме обычного инвентаря, появляется панель запретов. Всего в игре 8 запретов: «Играть с огнём», «Перечить взрослым», «Пить алкоголь», «Врать», «Бывать в опасных местах», «Трогать острые предметы», «Злиться» и «Делать что хочешь». Каждый запрет олицетворяется соответствующим изображением кролика Харви. При попытке сделать запрещённое действие Лили ударит током, и появится Харви, спрашивающий девочку, не собирается ли она сделать что-то недозволенное. Единовременно может игнорироваться только один запрет.

## Сюжет
Игра начинается в строгой школе-интернате под руководством женского монастыря. Глава монашеского ордена — мать-настоятельница Игнац. Одна из учениц — Лили, главная героиня. Она застенчивая, неуверенная в себе маленькая девочка, не смеющая говорить публично. У нее нет собственных мнений (или она боится высказать их), и она выполняет все задания, которыми её нагружают. Другая ученица — Эдна, и, очевидно, она не настолько сумасшедшая, как в The Breakout.
Игнац больше не выдерживает поведения детей, поэтому она приглашает доктора Марселя, чтобы тот промыл мозги детям своей гипнотерапией для исправления их поведения. Когда Эдна слышит об этом, то хочет сбежать, ведь она столкнула доктора Марселя с лестницы в конце The Breakout. Эдна боится, что доктор Марсель отомстит ей, если найдёт. Вот почему Эдна даёт Лили поручение стереть все доказательства её пребывания в школе. В процессе поиска и уничтожения доказательств, Лили по случайности убивает большинство обитателей приюта.
Лили обнаруживает, что Геррет, один из старших учеников, является агентом под прикрытием, который хочет разоблачить профессиональную некомпетентность Игнац. Он также предупреждает Лили, что её может поймать Марсель, что в итоге и случается. Марсель использует тряпичную куклу Харви для того, чтобы загипнотизировать Лили.
Гипноз не позволяет девочке делать определённые вещи: играть с огнём, перечить взрослым, лгать, пить алкоголь, трогать острые предметы, ходить в опасные места и злиться. Каждый раз, когда Лили нарушает запрет, она получает электрический разряд. В это время появляется демон-версия Харви и говорит девочке, что она поступила неправильно.
После того, как Лили подверглась гипнотерапии, Геррет, наблюдавший за всем происходящим из своей комнаты для прослушивания, даёт девочке сыворотку правды, которую она должна подмешать в чай матери-настоятельницы Игнац. Лили справляется с этой задачей, и Геррет обнаруживает, что поведение Игнац вызвано детской травмой. Следователь также говорит девочке, что она может снимать запреты, наложенные на неё, сражаясь в трансе с демонами, олицетворяющие эти запреты. В гипнозе она справляется с демонами, избавляясь от запретов один за другим.
Тем временем Эдна сбежала из школы-интерната, и Лили с Герретом пытаются ее найти. Эдну находят и отвозят в психиатрическую лечебницу работники доктора Марселя. Геррет пытается вызвать подкрепление, а Лили проникает в клинику, где в конце концов находит Эдну, Геррета и загипнотизированную Игнац в одиночной камере, где раньше находилась Эдна. Лили выводит Игнац из транса, последняя раскаивается в том, что она была слишком строга с детьми и дает девочке нож, чтобы спасти Эдну и Геррета. Но, прежде чем освободить своих друзей, она решает разобраться с доктором Марселем. Он пытается убедить Лили в том, что она больна и нуждается в терапии, а также что и девочка сама выдумала себе друзей от одиночества.
В игре есть три концовки: в первой Лили атакует доктора Марселя, во второй она соглашается с тем, что больна и проходит терапию, а в третьей она возмущается, говоря, что ей надоело выполнять чужие поручения, и уходит.

## Отзывы и критика
| Сводный рейтинг       | Сводный рейтинг               |
| Агрегатор             | Оценка                        |
| --------------------- | ----------------------------- |
| GameRankings          | 75,37 %                       |
| Metagames             | 75/100                        |
| Metacritic            | 75/100                        |
| Иноязычные издания    |                               |
| Издание               | Оценка                        |
| IGN                   | 6,0/10                        |
| WorthPlaying          | 7/10                          |
| Русскоязычные издания |                               |
| Издание               | Оценка                        |
| Absolute Games        | 76 %                          |
| «Игромания»           | 9,0/10 (сайт) 8,0/10 (журнал) |

Игра получила оценку 75/100 от Metacritic, которая выше, чем оценка её предшественницы, получившей только 57/100. AdventureGamers.com оценили игру в 3,5 из 5 с замечанием, что это хорошая игра с легким интерфейсом, хотя и не такая увлекательная, как The Breakout. IGN дал игре рейтинг 6/10, утверждая, что большинство персонажей слаборазвиты и что окружающая среда банальна и неинтересна.
Летом 2018 года, благодаря уязвимости в защите Steam Web API, стало известно, что точное количество пользователей сервиса Steam, которые играли в игру хотя бы один раз, составляет 219 442 человека.